# Chiesa della Madonna della Rosa (Correggio)
La Chiesa della Madonna della Rosa si trova appena fuori dalle vecchie mura di Correggio.

## Storia
Le sue origini risalgono al XV secolo, quando una cappella dedicata a Sant'Orsola, voluta da Giberto da Correggio, occupava il sito.
Nel 1496, Nicolò da Correggio e Cassandra Colleoni fondarono il Monastero femminile del Corpus Domini, che incorporava la cappella di Sant'Orsola. Questa struttura fu colpita durante la guerra del 1557, ma la cappella e una piccola struttura annessa che ospitava l'immagine della Madonna della Rosa rimasero intatte. La crescente venerazione verso quest'immagine portò a riferirsi alla cappella come "cappella della Madonna della Rosa". Le manifestazioni miracolose della Vergine iniziarono nel 1607, stimolando la devozione dei fedeli e generando risorse per l'ampliamento della struttura.
Il Principe Siro di Camillo da Correggio fece erigere l'attuale chiesa come segno di gratitudine nel 1625, completandola nel 1626, quando fu consacrata. L'altorilievo raffigurante la Madonna della Rosa fu trasferito dall'antica cappella all'altare maggiore.

## Devozione e Rinnovamento
Nel 1656, la Madonna della Rosa e San Quirino furono invocati come protettori di Correggio, con la promessa di dedicare risorse in caso di protezione dalla distruzione bellica. Questo legame di devozione continuò fino al 1868.
Nel corso dei secoli, la chiesa divenne un punto di pellegrinaggio e di devozione locale.
Nel 2000, la chiesa fu restaurata e riconsacrata.

## Architettura e Attualità
La chiesa presenta un'architettura rinascimentale con una sobria facciata ornata da elementi decorativi, come festoni e bucrani. Le pareti interne sono arricchite da lapidi commemorative dei secoli XVII-XIX, e una vecchia epigrafe romana è incastonata nella controfacciata.
La gestione della chiesa è affidata alla parrocchia di San Prospero, ospitando celebrazioni settimanali e speciali onorando la Madonna. Nonostante non sia una chiesa parrocchiale, la Chiesa della Madonna della Rosa continua a svolgere un ruolo significativo nella vita spirituale e culturale di Correggio.